# Tabanus burgeri
Tabanus burgeri är en tvåvingeart som först beskrevs av Philipi 1978.  Tabanus burgeri ingår i släktet Tabanus och familjen bromsar. Inga underarter finns listade i Catalogue of Life.